# Universidad Central del Ecuador
La Universidad Central del Ecuador es la universidad más antigua y la segunda más grande por número de estudiantes de la República del Ecuador. Se ubica en el centro-norte de la ciudad de Quito, en la llamada ciudadela universitaria, además cuenta con sede en las islas Galápagos. Afiliada desde 2012 a la Red Ecuatoriana de Universidades para Investigación y Postgrados.
Sus orígenes se remontan a la Universidad Central de Quito, la cual se originó de la unión de las universidades San Gregorio Magno, fundada en 1620 por los jesuitas, y la Santo Tomás de Aquino, fundada en 1688 por los dominicos.
En 1767, los jesuitas fueron expulsados de los dominios españoles en América y la Universidad San Gregorio fue asumida por la Universidad Santo Tomás de Aquino. En 1788, mediante la Ley de Educación, la Universidad Santo Tomás pasó a ser del Estado y cambió su nombre por Real y Pública Universidad Santo Tomás de Aquino. En el año 1826, mediante decreto de Simón Bolívar, cambió a Universidad Central de Quito y posteriormente, en 1836, con decreto del presidente Vicente Rocafuerte se cambió la palabra Quito por Ecuador y surgió como la Universidad Central del Ecuador (UCE).

## Historia

### Orígenes
La Universidad Central del Ecuador, remonta sus orígenes a la Universidad Central de Quito. La cual se originó de la unión de las Universidades: San Gregorio Magno, fundada en 1620 por los jesuitas, y la Santo Tomás de Aquino, fundada en 1688 por los dominicos.
El 4 de abril de 1786 se acordó la fusión de la Universidad de San Gregorio Magno (jesuita) y la Universidad de Santo Tomás de Aquino (dominica), estableciéndose la Real Universidad Pública Santo Tomás de Aquino de Quito.
Una vez constituida la Gran Colombia, la educación superior se convirtió en asunto de Estado, y el 18 de marzo de 1826 en la Ley General sobre Educación Pública aprobada por el Congreso de Cundinamarca se decretó, entre otras cosas, que "En las capitales de los departamentos de Cundinamarca, Venezuela y Quito se establecerán Universidades Centrales que abracen con más extensión la enseñanza de Ciencias y Artes".
Sobre la base de la Real Universidad Pública Santo Tomás se fundó la Universidad Central de Quito. Para en el año 1836, mediante decreto del presidente Vicente Rocafuerte se cambie la palabra Quito, por Ecuador y surge ya de forma definitiva la Universidad Central del Ecuador (UCE).

### Periodo Virreinal

#### La Universidad de San Fulgencio
El 20 de agosto de 1586 el papa Sixto V dispuso la creación de la Universidad de San Fulgencio, en la ciudad de Quito, la cuarta que se erigió en América, dirigida por la comunidad agustina. La Bula Papal no surtió efectos inmediatos, ya que la Universidad inició sus labores 17 años después, en 1603.
La Universidad de San Fulgencio, fue el primer centro de estudios universitarios o superiores en la Real Audiencia de Quito, o lo que hoy es la República del Ecuador. Regentada por los Hermanos Agustinos empezó a funcionar en 1586, y ya dictaba importantes cátedras como la de Derecho Canónico y Civil, Teología, y Filosofía. Años después la Universidad de San Fulgencio fue cerrada. Hasta el día de hoy en el casco histórico de Quito existe el edificio que servía como sede de la universidad, y precisamente en el "Aula Magna" de esta (Conocida como Sala Capitular de San Agustín) se firmó el 10 de agosto de 1809, la Carta de Independencia de España, luego del primer grito de independencia en Quito.

### La Real y Pontificia Universidad de San Gregorio Magno de Quito
El 5 de septiembre de 1620, sobre las bases del Seminario de San Luis, se fundó en Quito la Real y Pontificia Universidad de San Gregorio Magno, previa autorización del rey Felipe III.
El 19 de mayo de 1651, la Real y Pontificia Real de San Gregorio Magno recibe la orden de "Obedecimiento", es decir el ejecútese iniciando oficialmente de manera legal sus labores. Pero la cédula Real fue emitida el 5 de septiembre de 1620.
Esta Universidad alcanzó notorio prestigio hasta la clausura de esta acaecida en 1769, por Cédula Real de 9 de octubre se extingue la Universidad de San Gregorio. Dos años después se clausura la Universidad de San Gregorio Magno los jesuitas son expulsados, en 1777. La Universidad otorgaba grados en Derecho Canónico, Teología y Arte.

#### La Real y Pública Universidad de Santo Tomás de Aquino de Quito
En el año 1681 la Orden Dominicana crea el Seminario llamado "Convictorio de San Fernando", elevado a la categoría de Universidad de Santo Tomás de Aquino en 1688. Por Decreto Real de 1788 esta Universidad se convirtió en pública abriendo sus puertas a los particulares.
La Universidad de Santo Tomás de Aquino conservó su carácter hasta 1822, impartiendo las cátedras de Derecho Público, Medicina, Filosofía Política y Gubernativa y Economía Pública.
El 4 de abril de 1786 se acordó la fusión de la antigua Universidad Jesuita y la Dominica de Santo Tomás, estableciéndose la Real Universidad Pública, en el mismo local de la Universidad Gregoriana, en el primer patio a lado de \"La Compañía\". En sus claustros se formaron Eugenio de Santa Cruz y Espejo y José Mejía Lequerica, mentalizadores de la independencia. En la masacre del 2 de agosto de 1810 ofrendaron su vida Manuel Quiroga y Pablo Arenas, Vicerrector y Prosecretario de la Universidad, en su orden, eminentes patriotas.
La Universidad de Quito, fue la institución educativa de nivel superior única y más importante de la Real Audiencia de Quito, durante la segunda mitad del siglo XVIII. Fue producto de la fusión entre la Universidad de San Gregorio Magno dirigida por los Jesuitas desde 1620, y la Universidad de Santo Tomás de Aquino, regentada por los Dominicos.

Instalaciones de la Universidad Central del Ecuador hasta 1945. Actualmente la edificación pertenece al Cabildo y en ella funciona el Centro Cultural Metropolitano.

Luego de la expulsión de los jesuitas de la Audiencia de Quito en 1766, por orden del rey Carlos III, y ejecutada por el presidente de la Audiencia Dr. José Diguja, la Universidad de San Gregorio se fusionó con la de Tomás de Aquino, y años después tomaría el nombre de Universidad de Santo Tomás de Aquino de San Francisco de Quito, la cual después en 1826, se transformará en la actual Universidad Central del Ecuador.
Entre sus cátedras contaban las carreras de Medicina, Derecho Civil y Canónico, y Filosofía y Teología. En el casco colonial de Quito, aún se conserva su edificio, donde actualmente funciona el Centro Cultural Metropolitano

### Periodo Colombino

#### Universidad Central de Quito
El 18 de marzo de 1826, el Congreso de Cundinamarca, expide la Ley estableciendo Universidades Centrales en las capitales de los Departamentos de Cundinamarca, Venezuela y Ecuador.

### Periodo Republicano

#### Primeros años
En Ecuador tomó fuerza la idea de crear un Estado independiente de la Gran Colombia, y en 1830 los notables de Quito se reunieron en el Salón Máximo de la Universidad Central para proclamar al Ecuador como un estado independiente. Este acto fue confirmado por la Convención reunida en Riobamba que escribió la primera Constitución Nacional para la naciente República del Ecuador. Seis años después, el presidente Rocafuerte el 20 de diciembre dictó una ley que tratando la educación superior determinaba cuál sería el escudo de la Universidad, y que además ratificaba que “La universidad de Quito es la Universidad Central de la República del Ecuador”.
En 1836, en la presidencia de Vicente Rocafuerte se expide el Decreto Orgánico de Enseñanza Pública, cuyo Art. 7 dice: "La Universidad de Quito es la Central de la República del Ecuador".
Desde entonces, la universidad tuvo momentos de inestabilidad: en 1869 fue clausurada por el presidente García Moreno por seis años (en su reemplazo creó la Escuela Politécnica Nacional). Fue reabierta, pero poco tiempo después volvió a ser clausurada en 1880 por Ignacio de Veintemilla. Una vez más la Universidad abrió sus puertas el 18 de marzo de 1883, y por la Revolución Liberal de 1895, asumió los principios del laicismo. En octubre de 1925, una ley de la educación superior reconoció la autonomía de cada universidad de la República, y cinco años más tarde, el 25 de julio, la bandera de la universidad fue creada.
No obstante, la UCE fue de nuevo clausurada bajo el régimen del presidente Velasco Ibarra, en diciembre de 1934. También fue clausurada durante el gobierno de Mosquera Narváez. En 1939 fue de nuevo reabierta, y el Dr. Julio E. Paredes fue elegido Rector. Paredes, entre otras cosas, adquirió los terrenos donde la universidad tiene su campus actualmente, y logró la institucionalización de la autonomía de la Universidad, que fue ratificada por las Asambleas Constituyentes de 1945 y 1946. Su sucesor fue el Dr. Alfredo Pérez Guerrero. Durante su mandato, se construyeron los edificios de la Administración Central, la Facultad de Jurisprudencia y la Residencia Estudiantil, en los terrenos recién adquiridos de entonces.

### Primera reforma universitaria
El 11 de julio de 1963, una junta militar tomó el poder hasta 1966. Durante ese tiempo las universidades fueron permanentemente hostigadas, en especial la Central. El gobierno realizó intervenciones; estudiantes, maestros y empleados fueron perseguidos y encarcelados. Además, aulas, bibliotecas y laboratorios fueron destruidos. El 30 de enero, la Universidad fue clausurada por dos meses, y cuando abrió sus puertas, el gobierno eligió arbitrariamente autoridades y profesores, quienes en poco tiempo renunciaron en vista del descontento de los estudiantes. En 1965 se permitió a la Universidad elegir sus dignatarios, y Julio E. Paredes fue reelecto como Rector. De todos modos, la UCE fue clausurada de nuevo, y este acto causó el descontento popular y terminó con la caída del régimen cuatro días después. El mismo año se dictó otra ley de la educación superior que garantizaba la inviolabilidad de los predios de la Universidad y su autonomía.
La Universidad Central fue clausurada por última vez durante el quinto mandato de Velasco Ibarra, en 1970, hasta que se dictó otra ley de la educación superior en 1971. En el transcurso de seis años los decanos ejercieron temporalmente el rectorado de la Universidad.
En 1976 el Dr. Camilo Mena fue elegido Rector y se inició un período de regularización en la administración de la UCE hasta 1992, año en que se llevó a cabo una reforma integral de la Universidad.

### Eventos históricos
La Universidad Central y la Independencia de la República del Ecuador
Incendio
Clausuras
La mujer y la Universidad Central
El movimiento indígena y la Universidad Central

#### Fechas clave
- El 20 de agosto de 1586 mediante Bula papal, el papa Sixto V dispuso la creación de la Universidad de San Fulgencio, en la ciudad de Quito.
- El 5 de septiembre de 1620, sobre las bases del Seminario de San Luis, se fundó en Quito la Real y Pontificia Universidad de San Gregorio Magno con cédula Real del Rey Felipe III.
- El 19 de mayo de 1651, La Real y Pontificia Universidad de San Gregorio Magno recibe la orden de "Obedecimiento", es decir el ejecútese iniciando oficialmente de forma legal sus labores.
- En el año 1681 la Orden Dominicana crea el Seminario llamado "Convictorio de San Fernando, elevado a la categoría de Universidad de Santo Tomás de Aquino en 1688.
- El 4 de abril de 1786 se acordó la fusión de La Real y Pontificia Universidad de San Gregorio Magno (Jesuita) y Santo Tomás de Aquino(Dominica), estableciéndose la Real Universidad Santo Tomás.
- Por Decreto Real de 1788, La Real Universidad Santo Tomás se convirtió en pública abriendo sus puertas a los particulares. y agregando el término Pública a su nombre oficial.
- El 18 de marzo de 1826, el Congreso de Cundinamarca, expide la Ley estableciendo Universidades Centrales en las capitales de los Departamentos de Cundinamarca, Venezuela y Quito (Ecuador).
- La Real Universidad Pública Santo Tomás, cambia su nombre a Universidad Central de Quito.
- En 1836, en la presidencia de Vicente Rocafuerte se expide el Decreto Orgánico de Enseñanza Pública, cuyo Art. 7 dice: "La Universidad de Quito es la Central de la República del Ecuador".
- Universidad Central del Ecuador, es el nombre que conserva esta casa de estudios hasta el día de hoy.

### Clausuras
La Universidad siempre ha sido clausurada por motivos políticos, ya que su espíritu amante de la libertad y la sabiduría, haciendo tributo a su lema "Omnium Potentior est Sapientia", no ha dejado de condenar los atropellos, que dictadores y tiranos de las más diversas ideologías, han hecho en contra del pueblo ecuatoriano, la libertad de expresión y los Derechos Civiles y Políticos.
Hay que anotar que Gabriel García Moreno, Ignacio de Veintimilla, Aurelio Mosquera Narváez, fueron rectores de la universidad antes de ser Presidentes.
José María Velasco Ibarra clausuro a la UCE, por dos veces.
Pero el que tiene el récord es la Junta Militar que gobernó de 1963-1966, en la tercera vez que clausuraron la Universidad, fueron derrocados del gobierno.
En total han sido ocho clausuras, bajo el nombre de Universidad Central del Ecuador ya que no se cuentan las clausuras bajo los otros nombres, es importante mencionar la clausura que recibió la Universidad en 1809, después de los eventos que desembocaron en el Primer Grito de Independencia.
La clausura que más ha durado es de nueve años, desde 1970-1979, durante la dictadura del Gral. Guillermo Rodríguez Lara y el Consejo Supremo de Gobierno y la de menor tiempo de cuatro días 25 de marzo de 1966 al 29 de marzo del mismo año.
Como Real Universidad Pública Santo Tomás.
- 1809, a raíz de los eventos que desembocaron en el Primer Grito de Independencia.

Como Universidad Central del Ecuador
- En 1869 fue clausurada por el presidente García Moreno por seis años. Fue reabierta, en 1875.
- En 1880 fue clausurada por el presidente Ignacio de Veintemilla. La Universidad reabrió sus puertas el 18 de marzo de 1883.
- En 1934 fue clausurada por el presidente Velasco Ibarra. reabierta ese mismo año.
- En 1939 fue clausurada por el presidente Aurelio Mosquera Narváez. Reabierta ese mismo año.
- En 1964, La Junta Militar de Gobierno clausuró la Universidad Central, por dos meses.
- En 1965, La Junta Militar de Gobierno clausuró la Universidad, y cuando reabrió sus puertas, Los militares, eligieron arbitrariamente autoridades y profesores, quienes en poco tiempo renunciaron en vista del descontento de los estudiantes.
- El 25 de marzo de 1966 la Junta Militar de Gobierno volvió a clausurar a la Universidad, era ya la tercera vez que lo hacían. Este acto causó el descontento popular y terminó con la caída del régimen cuatro días después. El mismo año se dictó una nueva ley de la Educación Superior que garantizaba la inviolabilidad de los predios de la Universidad y su Autonomía.
- En 1970 la Universidad Central fue clausurada por Velasco Ibarra durante el quinto y último mandato suyo. Siendo reabierta a los nueve meses.
- En 1979, se reabren las puertas de la Universidad Central del Ecuador, bajo la estricta vigilancia del Triunvirato, quienes imponen autoridades y profesores.

## Emblemas y símbolos

### Lema
Omnium Potentior Est Sapientia.
Que significa "TODO PODEROSA ES LA SABIDURÍA", y puede verse en la cinta del escudo de la Universidad.

### Escudo y Bandera
El escudo de la Universidad Central, fue otorgado a la misma por el presidente Vicente Rocafuerte en el año 1836, quien ordenó también, dotarle de su lema, y le cambió el nombre de Universidad Central de Quito al que lleva hasta hoy como Universidad Central del Ecuador.
La bandera de la Universidad Central es de colores rojo escarlata y azul cobalto, La franja azul, se coloca diagonalmente en el campo rojo, debiendo ser el ancho de la faja, la mitad del ancho total de la bandera.

## Administración y Gobierno

### Rector y Vicerrectores
La Universidad Central del Ecuador administrativamente está regida por:
- Rector
- Vicerrector Académico y de Posgrados
- Vicerrector de Investigación, Doctorados e Innovación
- Vicerrector Administrativo y Financiero

### Cogobierno
El cogobierno instaurado a raíz de la segunda reforma universitaria, instituyó a las instancias de cogobierno, como organismos rectores de: políticas, planes y programas tanto de la universidad en general a través del Consejo Universitario, como de las facultades a través de los respectivos Consejos Directivos.
Estos organismos de cogobierno se encargan de resolver todos los puntos inherentes a directrices, políticas educativas, laborales, vinculación con la sociedad. En cierta forma constituyen un gobierno parlamentario al interior de la UCE.

## Estamentos
A raíz de la implantación del cogobierno paritario en los años cincuenta del siglo XX, la universidad se organizó en tres estamentos:
- Docentes
- Trabajadores
- Estudiantes

La división se dio raíz de la incorporación al Consejo Universitario (HCU) de representantes de estudiantes y de trabajadores, de forma paritaria, aunque en la actualidad esa representación está dada así: Rector, 3 vicerrectores, 16 Decanos, 21 representantes docentes, 13 representantes de estudiantes, 1 representante de empleados y 1 representante de trabajadores.

## Facultades

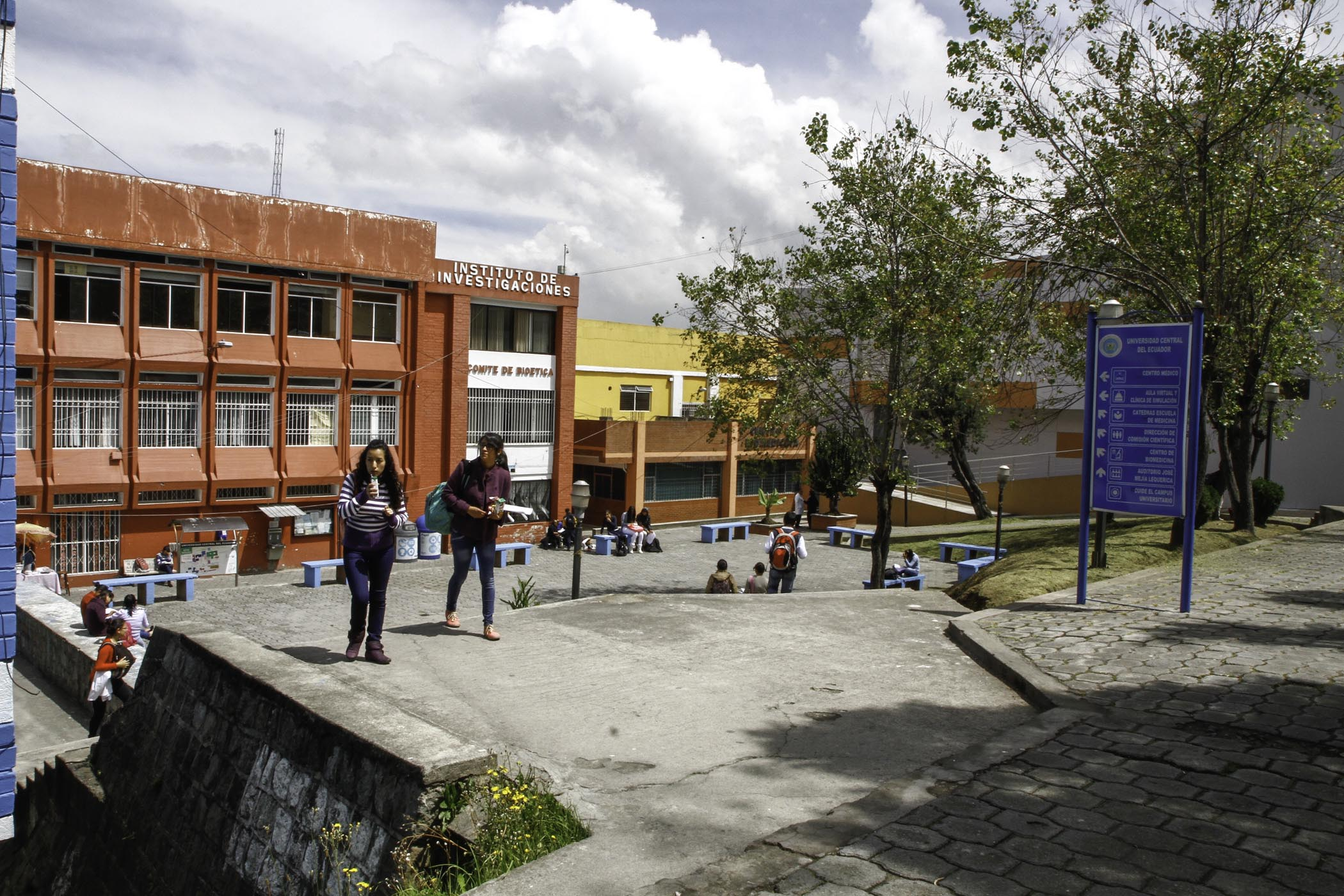
Facultad de Ciencias Médicas

La Universidad Central cuenta con 21 facultades, las cuales ofertan 63 carreras de pregrado, y también de posgrados (Es la universidad pública con mayor número de posgrados del Ecuador). En sus inicios empezó con la Facultad de Medicina y de Jurisprudencia, siendo estas las dos facultades más antiguas, que funcionan hasta hoy con más de trescientos años de tradición e historia, ya que en estas facultades importantes abogados, políticos y médicos del país se han educado.
La gran mayoría de las facultades datan de la Segunda Reforma Universitaria, nacida a raíz de los eventos de Córdoba en Argentina. Las Facultades que ofertan carreras de pregrado y posgrado como parte de la Universidad Central del Ecuador con las siguientes:
- Facultad de Arquitectura y Urbanismo.

Carrera de Arquitectura y Urbanismo (presencial)
En 1911, la Facultad de Matemáticas de la Universidad Central graduaba a los primeros arquitectos ecuatorianos en las especializaciones de agrimensura, ingeniería civil y arquitectura. Desde 1911 a 1946 (35 años) se graduaron 16 arquitectos, y un solo arquitecto extranjero. Gilberto Gatto Sobral, había revalidado su título obtenido en la Universidad de Montevideo para poder ejercer la profesión en Ecuador y ser el organizador, y luego el primer director, de la Facultad de Arquitectura y Urbanismo de la Universidad Central del Ecuador.
Como antecedente, en 1939, por gestiones del diplomático e historiador José Gabriel Navarro, el arquitecto uruguayo Armando Acosta y Lara en ese entonces decano de la Facultad de Arquitectura de Montevideo, dictó en la Universidad Central varias conferencias sobre el desarrollo de las ciudades. Como consecuencia el Municipio de Quito, interesado en solucionar los problemas de crecimiento de la ciudad, en 1942 contrata al arquitecto uruguayo Guillermo Jones Odriozola para que realizara los estudios técnicos del Plan Regulador. Aprovechando su estadía, las autoridades de la Universidad Central, siendo Rector el Doctor Julio Enrique Paredes, le encargaron la creación y organización de la Escuela de Arquitectura, que, entre sus objetivos, estaba el de formar y entrenar arquitectos ecuatorianos para que se hagan cargo del Plan Regulador.
En 1948, una vez termina la construcción del pabellón administrativo, teatro, biblioteca e imprenta, en la actual ciudadela universitaria de la avenida América, fue la Escuela de Arquitectura la primera en trasladarse y ocupar los locales de la imprenta.
A medida que pasaron los años, aumentaron el número de alumnos y de profesores nuevos contando con el aporte de los arquitectos Sixto Durán Ballén y Jaime Dávalos, Arq. Giovanni Rota graduado en Milán; Ingenieros Leopoldo Moreno, Jorge Viera, Wilson Garcés, Jorge Casares; Doctores Juan Viteri, Antonio Jaén Morente y Sr. Sergio Guarderas, quienes reforzaron la planta docente y permitieron formar a la primera promoción de 14 Arquitectos.
En 1959, considerando el gran desarrollo obtenido por la Escuela de Arquitectura, el Consejo Universitario le elevó a la categoría de Facultad. Hasta ese año habían desempeñado la Dirección de la Escuela los arquitectos Gatto (1946-1951) Durán (1951-56) y Dávalos (1956-59) siendo él el primer Decano de la Facultad.
En 1971 se creó la Escuela de Planificación y Desarrollo Urbano, adscrita a la Facultad con el carácter de Postgrado.
En el año 1995 se había concluido el edificio propio de la Facultad que fue el resultado de un concurso de proyectos realizado en 1965 y que ganó el Arq. Luis Oleas.
A los 50 años, 1996 la labor realizada ha sido palpable dentro de las condiciones precarias de todo orden, que han afectado al normal desarrollo de las actividades docentes no solo de la Facultad sino de toda la Universidad.
Lo que en 1946 se inició con 37 alumnos, 5 profesores y un Plan de Estudios elaborado por el Arq. Gatto, muy similar al de la Facultad de Montevideo, que a su vez tenía mucha influencia de la Escuela de Bellas Artes de París. A lo largo de los 50 años se incrementa notable el número de alumnos, a raíz de la eliminación del examen de ingreso se masificó la enseñanza, llegando a contarse con 4500 alumnos en el año de 1982 que fue el año más crítico. Para el año 2012 sin embargo, se reactivó el examen de ingreso a la Universidad Central.
Así para 1996, 14 Decanos habían estado al frente de la Institución, quienes para entonces habían realizado los esfuerzos que permitían atender con cierta normalidad a la demanda del estudiantado.
Se revisaron y actualizaron los planes de estudio, se aumentaron asignaturas como se suprimieron otras, con el afán de estar al día en los conocimientos y avances tecnológicos.
Para los 50 años la Escuela de Arquitectura cuenta con 1500 alumnos y 170 profesores. El plan de Estudios se halla bajo la Reforma Integral que aplicará la Universidad en todas las Facultades para enfrentar al siglo XXl. En estos 50 años de vida la Escuela ha preparado, formado y graduado a 4500 arquitectos, provenientes de todas las provincias y para entonces se habían elaborado 1600 tesis de grado. Estos 4500 constituyen el resultado de una labor, si bien al comienzo vacilante, dura e incomprendida; hoy ya se ha afirmado en beneficio de la formación de profesionales conscientes de su deber. Para entonces Arq. Boanerges Navarrete Director Escuela de la FAU.
- Facultad de Artes

Carrera de Artes Plásticas (presencial)
Carrera de Artes Escénicas y Teatro (presencial)
Carrera de Artes Musicales (presencial)
Carrera de Danza (presencial)
- Facultad de Arquitectura y Urbanismo

Carrera de Arquitectura (presencial)

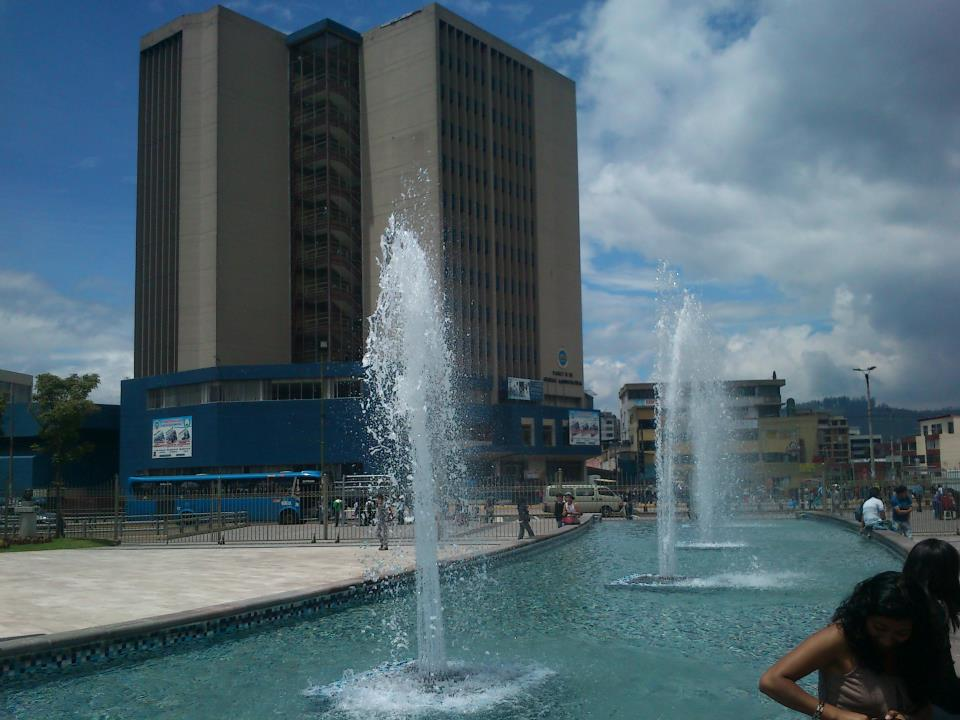
Facultad de Ciencias Administrativas

- Facultad de Ciencias Administrativas

Carrera de Administración de Empresas (presencial y distancia)
Carrera de Administración Pública (presencial y distancia)
Carrera de Contabilidad y Auditoría (presencial y distancia)
- Facultad de Ciencias de la Discapacidad, Atención Prehospitalaria y Desastres

Carrera de Fisioterapia (presencial)
Carrera de Terapia Ocupacional (presencial)
Carrera de Terapia de Lenguaje (presencial)
Carrera de Atención Prehospitalaria (presencial)
- Facultad de Ciencias Agrícolas

Carrera de Agronomía (presencial)
Carrera de Turismo (presencial)
- Facultad de Ciencias Económicas

Carrera de Economía (presencial)
Carrera de Finanzas (presencial)
Carrera de Estadística (presencial)
- Facultad de Ciencias Médicas

Carrera de Medicina (presencial)
Carrera de Enfermería (presencial)
Carrera de Obstetricia (presencial)
Carrera de Imagenología y Radiología (presencial)
Carrera Laboratorio Clínico e Histotecnológico (presencial)

- Facultad de Ciencias Biológicas

Carrera de Biológía (presencial)
- Facultad de Ciencias Psicológicas

Carrera de Psicología Clínica (presencial)
Carrera de Psicología (presencial)
- Facultad de Ciencias Químicas

Carrera de Química (presencial)
Carrera de Bioquímica y Farmacia (presencial)
- Facultad de Comunicación Social

Carrera de Comunicación Social (presencial)
- Facultad de Cultura Física

Carrera de Pedagogía de la Actividad Física y Deporte (presencial)
- Facultad de Filosofía, Letras y Ciencias de la Educación

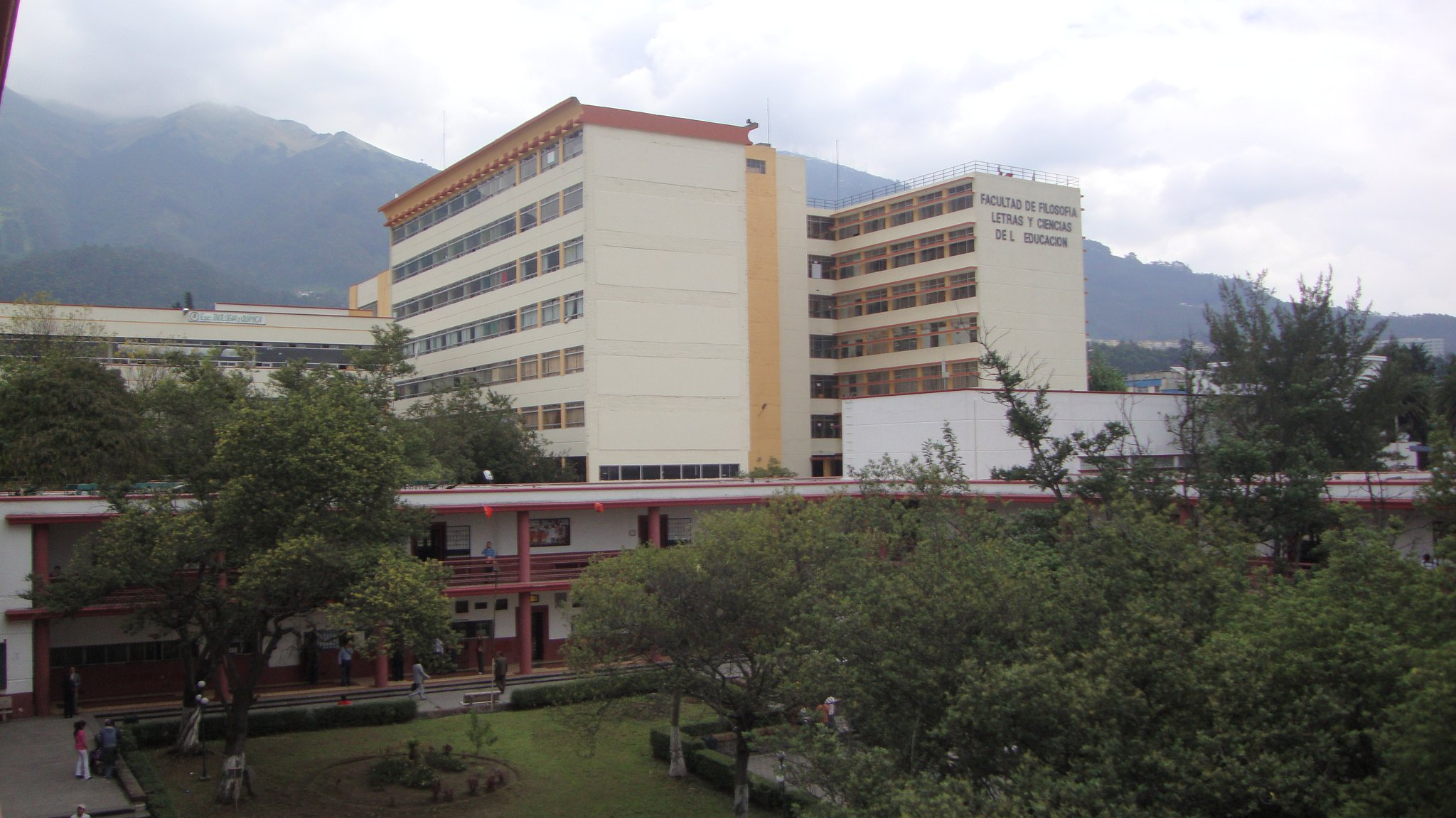
Facultades de Filosofía y Jurisprudencia de la Universidad Central

Carrera de Pedagogía de Biología y Química (presencial)
Carrera de Pedagogía de la Lengua y Literatura (presencial)
Carrera de Pedagogía de Matemática y Física (presencial)
Carrera de Pedagogía de Informática (presencial)
Carrera de Pedagogía de la Mecatrónica (presencial)
Carrera de Pedagogía de la Historia y las Ciencias Sociales (presencial)
Carrera de Pedagogía de los Idiomas Nacionales y Extranjeros (presencial)
Carrera de Educación Inicial (presencial-semipresencial)
Carrera de Educación básica (presencial-semipresencial)
Carrera de Psicopedagogía  (presencial)
- Facultad de Ingeniería en Geología Minas, Petróleos y Ambiental

Carrera de Ingeniería en Geología (presencial)
Carrera de Ingeniería en Minas (presencial)
Carrera de Ingeniería en Petróleos (presencial)
Carrera de Ingeniería Ambiental (presencial)
- Facultad de Ingeniería Química

Carrera de Ingeniería Química (presencial)
- Facultad de Ingeniería, Ciencias Físicas y Matemática

Carrera de Ingeniería Civil (presencial)
Carrera de Ingeniería Informática (presencial)
Carrera de Ingeniería en Computación Gráfica (presencial)
Carrera de Ingeniería en Diseño Industrial (presencial)
- Facultad de Ciencias

Carrera de Matemática (presencial)
- Facultad de Jurisprudencia, Ciencias Políticas y Sociales

Carrera de Derecho (presencial)
Carrera de Ciencias Policiales y Seguridad Ciudadana (presencial)
- Facultad de Ciencias Sociales y Humanas

Carrera de Sociología (presencial)
Carrera de Política (presencial)
Carrera de Trabajo Social (presencial)
- Facultad de Odontología

Carrera de Odontología (presencial)
- Facultad de Medicina Veterinaria y Zootecnia

Carrera de Medicina Veterinaria y Zootecnia (presencial)

Estas son las facultades y carreras de la Universidad Central del Ecuador, en la Ciudadela Universitaria.

### Decanos
El decano es la máxima autoridad de una facultad, su elección es indirecta, aunque esto puede cambiar con el nuevo estatuto de la universidad, para ser una elección Universal, directa y secreta. Las funciones del decano están contempladas en el estatuto universitario, entre ellas destacaría, presidir el consejo directivo, representar a la facultad.

## Campus
El Campus de la Universidad Central del Ecuador ocupa 94 hectáreas en el centro-norte de la ciudad de Quito. Abarca la Ciudadela Universitaria, donde se ubican 18 de las 21 facultades de estudio, así como el edificio administrativo y otros. La Facultad de Ciencias Médicas, de Ciencias de la Discapacidad y Ciencias Biológicas se ubican fuera de la Ciudadela en el nor-oriente de Quito, en el Campus el Dorado. También se encuentra la Sede Galápagos, ubicada en las Islas Galápagos.

### Ciudadela Universitaria
La Ciudadela Universitaria o Ciudad Universitaria de la Universidad Central del Ecuador, se ubica en la avenida América al centro-norte de la ciudad de Quito, y comprende un amplio predio en el cual se ubican 18 de las 21 facultades de estudios de la Universidad, el edificio administrativo, el estadio universitario, el coliseo universitario, el teatro, el hospital universitario, y una serie de dependencias universitarias como el instituto de idiomas, la FEUE de Quito, el gimnasio, etc.
La ciudadela es obra del magno rector de la Universidad el jurista, catedrático y político Dr. Alfredo Pérez Guerrero, quien ejecutó la construcción de los edificios más emblemáticos de la Ciudadela como la Facultad de Jurisprudencia, o el edificio administrativo, que constan en el inventario de patrimonio cultural del Distrito Metropolitano de Quito. Fue obra del arquitecto uruguayo Gato Sobbral, que planificó y diseñó los inmuebles que hasta hoy sirven a las nuevas generaciones de estudiantes. Actualmente consta con decenas de inmuebles equipados para la enseñanza en las carreras que ofrece la universidad.
En la ciudadela universitaria no se encuentran las Facultades de Ciencias Médicas (la cual se ubica detrás del Hospital Nacional "Eugenio Espejo") y Ciencias Agronómicas.

## Resultados en el Examen de Habilitación Profesional
La Universidad Central del Ecuador obtuvo en octubre del 2024 una de las más altas tasas de aprobación a nivel nacional en el Examen de Habilitación para el Ejercicio Profesional (EHEP), administrado por el Consejo de Aseguramiento de la Calidad de la Educación Superior (CACES). En la convocatoria de octubre, 231 de los 240 estudiantes de la facultad de medicina evaluados aprobaron la prueba, lo que equivale a una destacada tasa de aprobación del 96,25 %.

## Actividad Política

### Sistema Político
La actividad política de la Universidad se ha dado por la participación en el campo político de sus estudiantes y maestros.
El mismo sistema de administración y gobierno de la universidad permite una amplia participación política de sus estamentos, en especial el de los estudiantes cuya representación gremial, la FEUE, adquirió amplia connotación en la década de los setenta, que, al mando del dirigente perteneciente al entonces Partido Socialista, impulsaron el libre ingreso. En los últimos años ha hecho presencia en las calles cada vez de forma menos prominente con postulados como: la expulsión de la Oxy (Oxidental, transnacional), petrolera norteamericana que explotó durante décadas el recurso de la amazonía ecuatoriana destruyendo de forma irremediable el ambiente, la gratuidad de la educación y la eliminación del TLC Tratado de libre comercio. Desde la última clausura acaecida en la década de los setenta, el sector estudiantil el FRIU (Frente Revolucionario de Izquierda Universitaria) ha dominado en casi todas las elecciones estudiantiles de representación y de cogobierno, hasta hace aproximadamente tres años que se funda un nuevo movimiento estudiantil "Nueva Universidad".
La representación estudiantil ahora está dada por chicos pertenecientes a "Nueva Universidad" los cuales han mostrado gran valentía al enfrentarse a partidos políticos y derrotarlos en su camino provocando cambios necesarios en la universidad y esta sea únicamente una universidad académica y no política. Y podemos decirlo con gran alegría que esto se ha logrado y se puede demostrar con los hechos: como la creación del primer núcleo de investigadores todos con un nivel académico de PHD, los cuales están encargados de hacer la investigación científica más avanzada en el país. Este movimiento fue reemplazado en el año 2014 por la deficiente administración, falta de gestión, pues tuvo que devolver al Estado más de 250 millones de dólares por falta de ejecución presupuestaria. Se le adjudica la pérdida de la autonomía universitaria y la pérdida de su categoría en el ranking interno de Instituciones de Educación Superior.
Entonces en esta Universidad se pueden marcar algunas etapas los últimos años:
1.-Surgimiento del Friu por allá en los años sesenta, copada por grupos identificados con el Partido Conservador, Partido Socialista y el Partido Liberal, todos en abierta pugna entre ellos.
2.- Hace aproximadamente 3 años el surgimiento en el poder del movimiento "Nueva Universidad", un movimiento sin intereses políticos por detrás, sin ningún partido político que lo financie y ante todo que vela por en ámbito académico de la universidad y que ha logrado grandes cambios a favor de la estirpe científica en la universidad, creando así una nueva universidad central científica, plural y justa.
Ante todo, cabe resaltar que en la Facultad de Medicina el FRIU nunca logró penetrar en sus estudiantes y esta facultad siempre se mantuvo alejada de política dedicándose 100 % al ámbito científico por lo cual llegó a ser la Facultad de referencia nacional donde se formó a grandes médicos reconocidos y premiados a nivel internacional como es el caso del Dr. Manuel Calvopiña, catedrático de esta facultad y un referente de la investigación a nivel nacional. Así la Facultad de Medicina de la Universidad Central Del Ecuador sigue siendo la mejor facultad de medicina del país, y continúa formando líderes en el ámbito médico.
En el resto de facultades la actividad política tiene cierto grado de intensidad, pero ahora con el mandato de Samaniego y el desvanecimiento del Friu, estas se encuentran más enfocadas en torno a propuestas académicas y de bienestar universitario.

## Elecciones estudiantiles "la FEUE"
Alma mater no solo de la ciencia y conocimiento durante la primera mitad del siglo XX, antes de la oscura noche del garroterismo, sino también de la democracia, de ahí que las elecciones a cogobierno y a representación estudiantil, sean muy valorados en la Universidad Central del Ecuador, por todos sus estamentos, que las apoyan irrestrictamente.
El organismo más representativo en el ámbito gremial es la FEUE, acrónimo de Federación de Estudiantes Universitarios del Ecuador. En junio en 2009 el Friu con Deysi Terán como candidata a la presidencia de la Federación de Estudiantes, ganó las elecciones, sin embargo, se evidenció un notable fraude en este proceso por lo cual se anuló. En el año 2010, debido a lo anterior se convocó a elecciones estudiantiles y como resultado del proceso se eligió a las nuevas autoridades estudiantiles. En las elecciones ganó ampliamente el Partido estudiantil "Nueva Universidad", en contra del FRIU-MPD, y del Partido Socialista-Bolivariano, saliendo presidente Carlos Torres, estudiante de economía.
Para el 2013 se realizaron nuevas elecciones de la FEUE, donde nuevamente "Nueva Universidad" gana las elecciones esta vez frente al movimiento estudiantil "Carlos Marreategui" siendo electo Carlos Muñoz, estudiante de Derecho,posterior a esto, el movimiento saliente "Nueva Universidad", da paso al movimiento "Actitud Central", quienes por tercera vez derrotan al FRIU-MPD, en el año 2015 y sale triunfador de la contienda Francisco Bustamante Carrera estudiante de Administración quien es el primer presidente de la Facultad de Administración en ser presidente de la FEUE, su período fue el de más logros para el gremio estudiantil, para el 2018, es el movimiento "Consenso Estudiantil" quienes agrupan a varios movimientos entre ellos el FRIU-MPD quienes llevan a la presidencia de FEUE a Cristian Chávez quien no vuelve a realizar una elección hasta el 2024, prorrogandosé 4 años en el cargo.
Además, queda demostrado de los intereses políticos por detrás del gobierno estudiantil, ya que varios dirigentes del movimiento gobernante tienen lazos directos con representantes del gobierno, esto desvirtúa a la autonomía de la universidad.
Muchos presidentes de la República del Ecuador han salido de las aulas de la Universidad Central del Ecuador:
- Gabriel García Moreno
- Isidro Ayora
- José María Velasco Ibarra
- Rodrigo Borja
- Lenin Moreno Garcés

Un sinfín de diputados, alcaldes de varias ciudades, ministros de estado, concejales.
Hay personas que equiparán la elección de representante de la asociación escuela de Derecho, con la elección de alcalde en un cantón pequeño, aunque muchos no crean para ser presidente de la asociación escuela se necesitan más votos que para ser alcalde de Tabacundo, y el rectorado se gana con diez mil votos más que la alcaldía de Sangolquí.
Para ser presidente de la FEUE se necesitan los mismos votos que para ser electo asambleísta nacional o concejal de Quito.

## Rectores[4]

#### Desde 1640 a 1764: Rectores de la Universidad deSan Gregorio Magno
- 1640 - Padre Juan Pedro Severino
- 1644 – Padre Gaspar Vivas
- 1651 – Padre Rodrigo Barnuevo
- 1653 – Padre Juan Pedro Severino
- 1655 – Padre Bartolomé Pérez
- 1658 – Padre Antonio Ramón de Moncada
- 1669 – Padre Juan de Enebra
- 1670 – Padre Juan de Santiago
- 1673 – Padre Gaspar Vivas
- 1678 – Padre Pedro de Rojas
- 1681 – Padre Pedro de Alcocer
- 1687 – Padre Juan Martínez Rubio
- 1689 – Padre Benedicto de Carvajal
- 1691 – Padre Isidro Foves
- 1697 – Padre Isidro Gallegos
- 1698 – Padre Diego Abal de Cepeda
- 1705 – Padre Isidro Gallegos
- 1709 – Padre Januario Antonio Garafalo
- 1713 – Padre Bartolomé Arauz
- 1718 – Padre Pedro Venegas
- 1721 – Padre Luis de Alderete
- 1725 – Padre José Gutiérrez
- 1730 – Padre Juan Bautista Mújica
- 1733 – Padre Marco Escorza
- 1736 – Padre Ignacio Ormaegui
- 1738 – Padre José Eslaba
- 1743 – Padre Pedro de Tobar
- 1745 – Padre Fernando Espinosa
- 1749 – Padre Andrés Cobo
- 1750 – Padre Tomás Nieto Polo
- 1757 – Padre Federico Antonio Conosciuti
- 1759 – Padre Ángel María Manca
- 1764 – Padre Miguel Manosalvas

#### Desde 1788 a 1965: Rectores de laUniversidad de San Gregorio Magno
- 1788 – Doctor don Nicolás Carrión, doctor en jurisprudencia
- 1788 – Doctor don José de Cuero y Caicedo, Canónigo Penitenciario, Obispo de Popayán
- 1791 – Doctor don Pedro Gómez Medina, Arcediano de Quito
- 1793 – Don Jacinto Sánchez de Orellana, II marqués de Villa de Orellana
- 1795 – Doctor don Tomás Yépez, Canónigo de Quito, Comisario de la S. Inquisición
- 1797 – Doctor don Juan Ruiz de Santo Domingo
- 1799 – Doctor don Joaquín Anda, Canónigo de Quito
- 1801 – Doctor don Juan Ruiz de Santo Domingo
- 1803 – Doctor don Manuel José Caicedo, Presbítero
- 1805 – Doctor don Antonio Tejada
- 1807 – Doctor don Joaquín de Sotomayor y Unda, Presbítero
- 1809 – Doctor don Juan Ruiz de Santo Domingo
- 1810 – Doctor don José Manuel Flores, Presbítero
- 1813 – Fray Manuel Cisneros, dominicano
- 1813 – Bernardo León de Carcelén
- 1815 – Señor don José Camacho, Presbítero
- 1817 – Señor don Mariano Miño
- 1819 – Señor don Nicolás Joaquín de Arteta, Presbítero
- 1821 – Señor don José Félix Valdivieso
- 1827 – Señor don José Miguel Carrión, Canónico de Quito
- 1830 – Señor don Pedro José de Arteta, doctor en jurisprudencia
- 1835 – Señor don José García Parreño, doctor en teología
- 1839 – Señor don Ramón Miño, doctor en jurisprudencia
- 1842 - Señor don Pedro Antonio Torres, Dean de Quito, Obispo Electo de Cuenca
- 1845 – Señor don José Manuel Espinosa, doctor en medicina
- 1848 – Señor don José Manuel Espinosa
- 1851 – Señor don Antonio Gómez de la Torre, doctor en jurisprudencia
- 1855 – Señor don Manuel Espinosa

#### Desde 1857 a 1969: Rectores de la Universidad Central del Ecuador
- 1857 – Señor don Gabriel García Moreno, doctor en jurisprudencia
- 1860 – Señor don Manuel Espinosa
- 1863 – Señor don José María Mestanza
- 1869 – Señor don Manuel Espinosa
- 1878 – Señor don Miguel Egas
- 1880 – Señor don Ascencio Gándara
- 1883 – Señor don Camilo Ponce, doctor en jurisprudencia
- 1884 – Señor don Elías Laso
- 1884 – Señor don Carlos R. Tobar
- 1895 – Señor don Luis Felipe Borja Pérez (padre), doctor en jurisprudencia
- 1897 – Señor don Ascencio Gándara
- 1901 – Señor don Carlos R. Tobar
- 1903 – Señor don Alejandro Cárdenas
- 1903 – Señor don Emilio María Terán
- 1904 – Señor don Carlos Freire Z.
- 1905 – Señor don Modesto Peñaherrera
- 1906 – Señor don Lino Cárdenas
- 1907 – Señor don César Borja Lavayen, doctor en medicina
- 1908 – Señor don Francisco Andrade Marín
- 1910 – Señor don Ángel Modesto Borja
- 1911 – Señor don José Julián Andrade
- 1912 – Señor don Lino Cárdenas
- 1919 – Señor don Carlos M. Tobar y Borgoño
- 1923 – Señor don Manuel R. Balarezo
- 1925 – Señor don Isidro Ayora
- 1926 – Señor don Manuel Cabeza de Vaca
- 1928 – Señor don Aurelio Mosquera Narváez
- 1932 – Señor don Pablo Arturo Suárez
- 1934 – Señor don Luis F. Chávez
- 1934 – Ingeniero don Alberto Rubén Villacreses Garcés.
- 1935 – Ingeniero don Pedro Pinto Guzmán
- 1936 – Doctor don Ángel Modesto Paredes
- 1937 – Ingeniero don Manuel A. Navarro
- 1939 – Doctor Julio Enrique Paredes C., doctor en medicina
- 1951 – Doctor don Alfredo Pérez Guerrero
- 1964 – Doctor don Francisco Salgado
- 1964 – Ingeniero don Alejandro Segovia
- 1965 – Doctor don Julio Enrique Paredes
- 1969 – Doctor don Manuel Agustín Aguirre

#### Desde 1971 hasta la actualidad: Rectores de la Universidad Central del Ecuador
- 1971 – Doctor don Luis Verdesoto Salgado
- 1971 – Doctor don Teodoro Salguero Zambrano
- 1972 (e) – Doctor don Camilo Mena Mena
- 1972 – Ingeniero don Gonzalo Luzuriaga Freile
- 1973 – Doctor don Estuardo Pazmiño Donoso
- 1976 – Doctor don Camilo Mena Mena
- 1980 – Ingeniero don Carlos Oquendo Cepeda
- 1984 – Economista don José Alfonso Moncada Sánchez
- 1988 – Doctor don Tiberio Jurado Cevallos
- 1990 – Economista don José Moncada Sánchez
- 1994 – Doctor don Tiberio Jurado Cevallos
- 1996 (e), 1997 – Ingeniero don Víctor Olalla
- 2009 – Doctor don Edgar Samaniego Rojas
- 2014 – Doctor don Fernando Sempértegui Ontaneda
- 2024-presente – Doctor don Patricio Espinosa del Pozo